# Alfa Romeo Junior (2024)
Alfa Romeo Junior este un SUV crossover subcompact (segment B) produs de Alfa Romeo din 2024. Este cel mai mic autoturism Alfa Romeo aflat la vânzare în prezent.
Junior a fost lansat inițial sub numele de Alfa Romeo Milano. În urma unei plângeri din partea guvernului italian, care a susținut că este ilegală vânzarea de produse „cu sunet italian” care nu sunt produse în Italia, Alfa Romeo a redenumit vehiculul în Junior. Plăcuța de identificare a fost folosită anterior de către marcă pentru modelele de intrare în gamă ale coupe-urilor Giulia din seriile 105 și 115, precum și Giulia-uri cu caroserie Zagato în anii 1960 și 70. Numele anterior, Milano, a fost numele de pe piața americană pentru Alfa Romeo 75 sedan și o referire la orașul natal al Alfa Romeo, Milano.

## Prezentare generală
Vehiculul a fost dezvăluit pe 10 aprilie 2024 sub numele „Milano” și a fost redenumit „Junior” cinci zile mai târziu. Este conceput ca un înlocuitor direct pentru MiTo (segment B) și Giulietta (segment C) în același timp. Junior este înrudit cu Jeep Avenger și Fiat 600 și este fabricat alături de acestea în Tychy, Polonia, împărțind aceeași platformă STLA Small (e-CMP2).
La exterior, Alfa Romeo Junior prezintă un nou limbaj de design al mărcii, cu elemente noi sau reinterpretate: o grilă frontală „scudetto” fară emblemă, aceasta fiind poziționată la baza capotei, dar cu garfica siglei companiei integrată, mânere ascunse ale ușilor din spate, faruri opționale Full LED Matrix „3+3” și o piesă ornamentală neagră care leagă și înconjoară stopurile. Junior este prima Alfa Romeo care a abandonat tradiționala plăcuță de înmatriculare decalată pentru o plăcuță de înmatriculare montată central, ca răspuns la noile reglementări privind siguranța pietonilor.
La interior se regăsesc două ecrane de 10,25 inches (26,0 cm) pentru panoul de instrumente și sistemul de infotainment cu ecran tactil, guri de aer condiționat în formă de trifoi cu patru foi și scaune sport „Sabelt” opționale.
Alte caracteristici includ opțiunea de senzori de parcare de 360 de grade și cameră spate de 180 de grade, selectarea modului de condus Alfa D.N.A., asistentul vocal virtual „Hey Alfa” și funcțiile de siguranță pentru conducere autonomă de nivel 2.

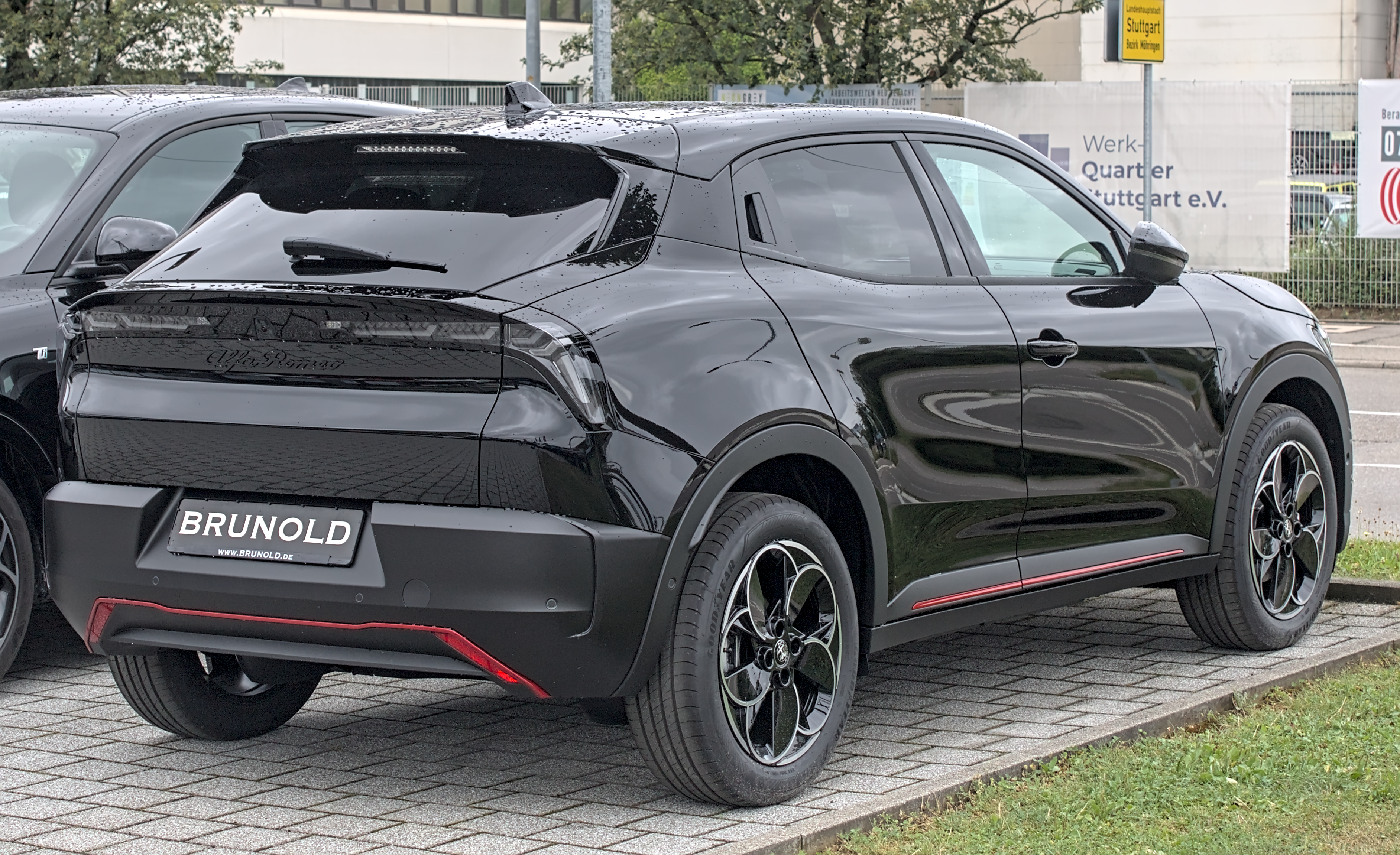
Vedere din spate
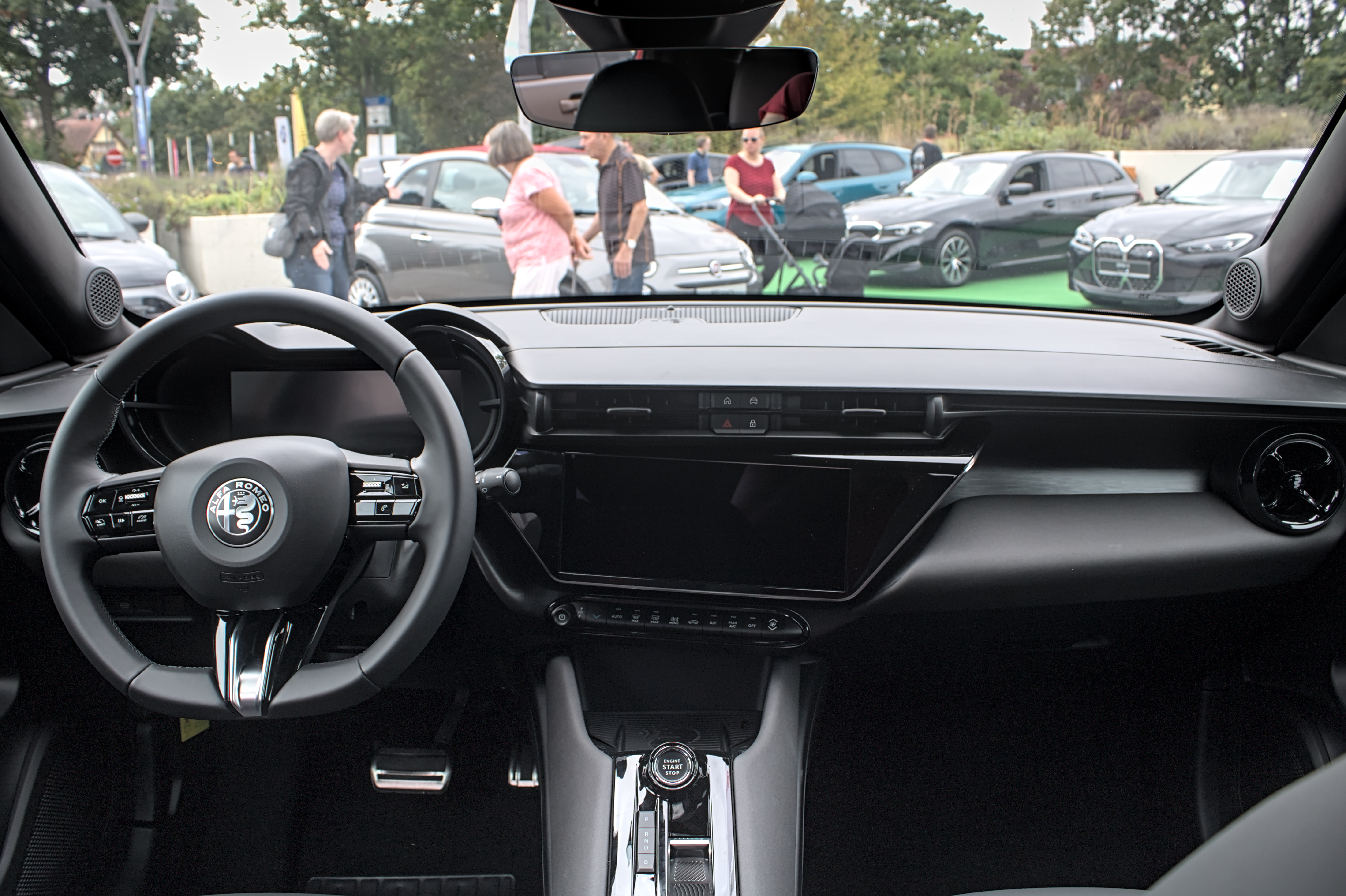
Vedere interioară

## Grupuri motopropulsoare

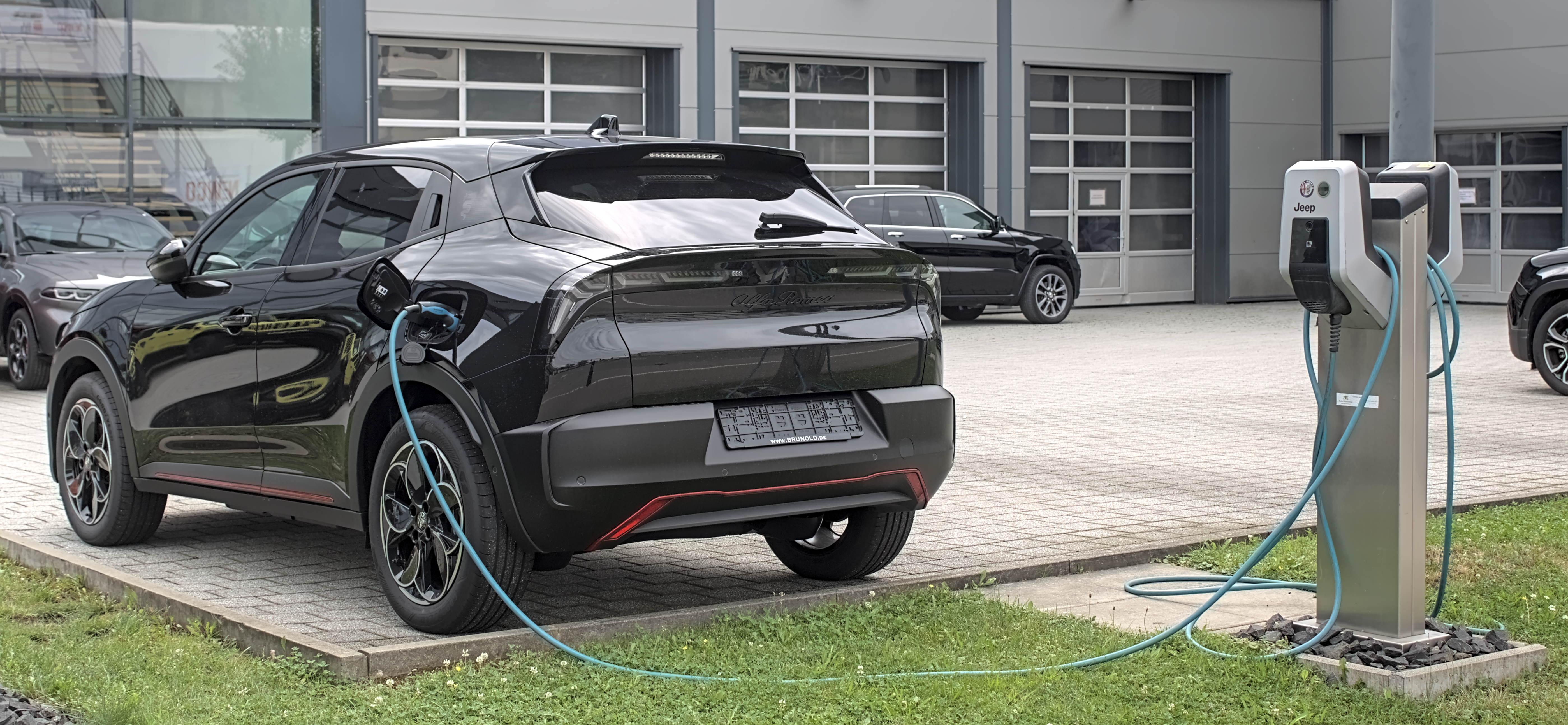
Alfa Romeo Junior electric

Alfa Romeo Junior este primul vehicul cu propulsie integral electrică al companiei.
Modelul este oferit cu două grupuri motopropulsoare și trei niveluri de echipare pentru versiunea electrică și o versiune pe benzină mild-hybrid. Primul nivel este Alfa Romeo Junior Elettrica, care are 115 kW (154 bhp; 156 CP) și cuplu de 260 N·m. Este cu tracțiune față și accelerează de la 0 la 100 km/h în 9,0 secunde. Bateria sa de 54 kWh permite o autonomie de 410 kilometri. Al doilea echipament de performanță, denumit Speciale, împărtășește multe dintre caracteristicile lui Elettrica, cu gamă și performanță identice.
Al treilea și cel mai puternic nivel de echipare se numește Veloce, produce 207 kW (278 bhp; 281 CP) și cuplu de 345 N·m, accelerând de la 0 la 100 km/h (0-62 mph) în 5,9 secunde. Totuși, similar nivelurilor de performanță mai puțin puternice, este cu tracțiune față și utilizează același pachet de baterii de 54 kWh, oferindu-i 347 de kilometri de autonomie.
A patra echipare, Ibrida, utilizează un sistem mild-hibrid de 48 de volți, producând un total de 102 kW (136 bhp; 138 PS). Bateria, care contribuie cu 21 kW (29 bhp; 29 CP), funcționează cu un motor I3 turbo de 1,2 L conectat la o transmisie cu dublu ambreiaj cu șase trepte, deși informații suplimentare nu au fost încă dezvăluite.